# 夺氢反应
夺氢反应是指化學反應中，原來和一元素結合的氫自由基被其他元素夺取而結合，其通式如下：
X. + H-Y -> X-H + Y.
夺氢反应的例子像一般的氧化反應、碳氫化合物的燃燒、及和含有Fe(V)-oxo單元的细胞色素P450有關的反應。夺取氫的反應物多半是自由基，像铬酰氯即為近殼的夺氫反應物。夺氢反应可以在质子偶合电子转移反应中出現。在鐵沸石中觀察到了夺氢反应的合成實例，有助於穩定alpha氧。

## 沒有自由基的夺氢反应
在文獻中有提出在合成腔肠素的衍生物時，在典型的Sandmayer hyroxilation條件下，在氨基咪唑中出現沒有自由基的夺氢反应